# 西島伊三雄
西島 伊三雄（にしじま いさお、1923年5月31日 - 2001年9月30日）は、日本のグラフィックデザイナー、童画家。元二科展会員、のちに日本宣伝美術会会員。福岡県福岡市博多出身。福岡市地下鉄の駅のシンボルマークをはじめ、壁画やモニュメント、そしてインスタントラーメンのパッケージデザイン等のデザイナーとして活躍した。
実家は駅前の旅館であり、二和加が大好きだった父により名前は「二○加（にわか）屋旅館」であった。
伊三雄の名前の由来は「 " 亥 " 年生まれの三番目の男の子じゃけん"伊三雄"にしときない 」であり、博多仁和加の脚本家の先生であった平田汲月がつけたもの（伊三雄本人曰く父が平田汲月に何かヨカ名前バつけちゃんなっせえと一杯のコップ酒を出して頼んだとのこと）。
作家デビュー前に朝日新聞九州支社（当時）で広告意匠を手がけていた時期の松本清張を知る数少ない人物の一人である。戦後結成されたグラフィックデザイナー団体の日本宣伝美術会において、松本清張は小倉支部長、他方、西島伊三雄は福岡支部長の間柄であった。

## 主なデザイン歴
- 1951年 - 二科展特待賞受賞
- 1960年 - 世界観光ポスターコンクール最優秀賞受賞
- 1961年 - 第一回全日本観光ポスターコンクール最優秀賞受賞
- 1966年 - 大阪万博シンボルマークコンペで一位を獲得（しかし石坂泰三万博協会会長の鶴の一声で再選となり大高猛のデザインが採用される[9]）
- 1966年 - ナショナル冷蔵庫ドアデザイン（花束）全国コンペ特選
- 1976年 - JR博多駅（博多ステーションビル）の正面コンコース大壁画を製作
- 1979年 - ハウス食品「うまかっちゃん」のパッケージデザイン（商品ネーミングの名付け親でもある）[10]
- 1980年 - 福岡市地下鉄各駅のシンボルマーク[注釈 2]
- 1995年 - 横綱貴乃花の化粧廻し
- 1995年 - NHK連続テレビ小説「走らんか!」題字[12]
- 1996年 - 「博多座」のシンボルマーク・ロゴタイプ制作
- 1998年 - 横綱若乃花の化粧廻し
- 2019年 - 天皇陛下即位のお祝い品として福岡県から山笠作品「あっかんべぇ～（博多織・2m×75cm）」を献上

## 主な仕事

### 公共施設の仕事
- 小便小僧 - 福岡市中央区役所前
- 筑紫口噴水塔 - 博多駅筑紫口に設置されていたが、2021年6月に撤去され、山笠部分のタイルは能古島（のこのしまアイランドパーク）に寄贈。
- 川下り銅像「待ちぼうけ」 - 柳川
- 福岡県庁舎　五大祭り　博多織りタペストリー「小倉祇園太鼓」「博多祇園山笠」「久留米 大善寺の鬼夜」「戸畑祇園大山笠」「田川 川渡り神幸祭」
- 有田焼陶板壁画「博多祇園山笠 追い山疾走之図」 - 九州大学病院外来診療棟エントランスホール
- 博多新劇座 - 緞帳
- 伊万里市民会館

### ロゴ
- 博多座 シンボルマーク・ロゴタイプ
- 博多町人文化連盟
- 博多町家ふるさと館
- 丸善運輸株式会社
- 博多めんたい「いさ屋」
- 芥屋ゴルフ倶楽部
- 弘堂国際学園
- やま中
- 大福うどん
- 西鉄グランドホテル[10]
- 肉の山形屋
- めんちゃんこ亭
- 有限会社 久保田農園
- もつ鍋・焼肉「いちや」
- 中村学園三陽中学校・高等学校
- 希望学園
- 博多小学校

### パッケージ
- ハウス食品「うまかっちゃん」[10] - 商品ネーミングの名付け親であり、うまかっちゃんという字体も本人が描いたもの
- 大原松露饅頭
- アキラ水産「あきらめんたい」
- はかた珈琲工房「はかたの珈琲」
- 神楽酒造株式会社「ひむかのくろうま」
- 株式会社 天盃「天盃」「博多どんたく」「ありがとうございます」
- いちふく「辛子たかな」

### イラスト(イラスト使用も含む)
- すみの八女茶
- 人力屋
- 松月保育園

### CDジャケットデザイン
- 「能古島の片想い / 太陽の町」 - 井上陽水
- 抒情愛唱歌全集「なつかしき歌 こころの歌」 - Sony Music
- 「 "懐かし楽器"で綴る 日本のメロディー 」- コロムビアミュージック

### 本(表紙・挿絵)
- 源氏鶏太 - 「堂々たる人生」「爽やかな若者」「私にはかまわないで」「青年時代」「愛の重荷」「天上天下」「喜びと悲しみがいっぱい」「東京物語」「万事お金」「明日は日曜日」「わが町の物語」 文庫本表紙
- 曽野綾子 - 「コルベ神父物語」挿絵
- 「北原白秋のうた絵本」絵担当
- 絵本「てんじんさま」絵担当

## 役職歴
- 福岡文化連盟 理事長
- 博多町人文化連盟 理事長
- 博多町家ふるさと館 館長
- 九州グラフィックデザイン協会会長（1971年）
- 佐賀大学特設美術科非常勤講師（1958年度、1965年度・1966年度）[13]
- 九州産業大学芸術学部教授（1973年10月[14] - 1976年度[13]）
- 日本デザイナー学院九州校校長（1981年）
- 日本ビジネススクール九州校校長

## 賞詞
- 1978年 福岡市文化賞受賞
- 1981年 西日本文化賞受賞
- 1989年 福岡県教育文化功労賞
- 2000年 勲五等双光旭日章
- 2001年 福岡市文化特別栄誉賞受賞
- 2004年 福岡市名誉市民[15]